# Luciano Feria
Luciano Feria Hurtado (Zafra, Badajoz, 30 de junio de 1957) es un poeta y escritor español.

## Biografía
Es licenciado en Filología Hispánica por la Universidad de Extremadura (1980), donde recibió el magisterio de profesores como Ricardo Senabre y Juan Manuel Rozas, entre otros. Ha sido profesor de Lengua y Literatura en el Instituto de Bachillerato “Suárez de Figueroa” de Zafra durante más de treinta años, hasta su jubilación en 2017.
Ha publicado tres poemarios: El instante en la orilla (1989), Fábula del terco (1996 y 2002) y De la otra ribera (2004), agrupados bajo el título Sentido y melancolía (2020), y una novela, El lugar de la cita (2019). Su obra poética ha sido incluida en varias antologías, tanto extremeñas como españolas: Abierto al aire. Antología Consultada de poetas extremeños, 1971-1984 (Mérida, 1984), Diez años de poesía en Extremadura, 1985-1994 (Cáceres, 1995), Literatura en Extremadura, siglo XX (Mérida, 2010), Panorámica poética de Extremadura (Badajoz, 2012) o Poesía experimental española (Antología incompleta)  (Madrid, 2012).

El crítico literario Juan Ángel Juristo, del diario ABC, ha escrito que Feria “es junto a Gonzalo Hidalgo, Luis Landero y Javier Cercas uno de los escritores extremeños más importantes de su generación”. El profesor de literatura Antonio Salguero Carvajal dice que su obra:
es el resultado de un laborioso proceso de indagación que concibe como una aventura espiritual, a través de la palabra, en busca de sí mismo y de lo absoluto: un misterioso potencial de luz que alberga la existencia en una especie de triángulo simbólico (liberación, felicidad, sabiduría) que conduce a la trascendencia, a pesar del caos y el absurdo diario.
La obra de Luciano Feria tiene una notable vocación de unidad, que ha sido señalada por el crítico y catedrático de la Universidad de Extremadura Miguel Ángel Lama:
La poesía de Luciano Feria es como un flujo de conciencia que se inicia en el primero de sus libros, El instante en la orilla, y que dura hasta hoy, un continuum divisible en tres estaciones por el momento que reproducen esa concepción unitaria del texto. Tanto la primera obra como Fábula del terco y De la otra ribera sugieren una lectura sostenida de un único texto, dividido en secuencias o poemas, pero compacto en su discurso, extrapolable a toda la producción literaria de este autor. 
Para Lama "lo que aporta esa continuidad es el discurrir insistente en torno a una idea de la trascendencia y de la función de la palabra con respecto al sentido de la vida del hombre":
Luciano Feria parte de un concepto trascendente de la escritura poética como indagación, como medio de conocimiento; un concepto que convoca a un tiempo, pues, al hombre como objeto de esa reflexión y a la palabra como el instrumento o herramienta, como método de esa misma reflexión [...] Objeto y medio, hombre y palabra poética se unen por varias nociones, aunque quizás la principal sea la incertidumbre, la del conflicto que en términos humanos representa el sentimiento trágico de la vida y en términos artísticos el concepto de lo inefable. Para el hombre, como en varias ocasiones ha indicado Luciano, la convivencia de su ansia de lo absoluto y la convicción de su carácter finito. Para la palabra poética, la búsqueda de la belleza artística y de la precisión, de la claridad y de la certeza sobre su propia limitación. Esto es lo que explica el modo con el que se enfrenta Luciano Feria a su propia escritura, con un concepto sacralizador de la creación poética, que incorpora a su exaltación su sufrimiento, y que afirma la creencia en la inspiración, en el fundamento de lo poético es "una conmoción que zarandea el alma".
Feria es, además, autor de varios artículos y reseñas de crítica literaria: “Confesiones, confusiones y acasos de un profesor de Enseñanza Secundaria”, 1992; “Al abrigo de la memoria [Poesía en Extremadura, 1989-1995]”, 1996; “El rito del amor en la poesía de José Antonio Zambrano”, 1997; “El héroe y la memoria. Aproximación a una poética de la memoria”, 2005, entre otros. Es coautor de un libro sobre metodología de la acción tutorial, La acción tutorial en Educación Secundaria. Programación y materiales básicos (Madrid, Editorial Escuela Española, 1993), en colaboración con José María Lama, y coordinador de Miradas sobre Extremadura (Editora Regional de Extremadura, Mérida, 2008).
Ha sido coordinador del Seminario Humanístico de Zafra (1995-2001 y 2005-2007) y vicepresidente de la Junta Directiva de la Asociación de Escritores Extremeños (1999-2001). 
Algunos de sus poemas han sido musicados: Pablo Guerrero incluyó en el disco Luz de tierra (Warner Music Spain, 2009) la canción “La calle limpia”, versión del poema XIII de Fábula del terco.
Actualmente trabaja en la novela Colonizaron nuestras almas.
El 31 de octubre de 2020 fue galardonado con el  XV Premio "Dulce Chacón" de Narrativa Española por su novela El lugar de la cita.

## Obra
POESÍA
- El instante en la orilla (Diputación Provincial de Badajoz, Colección Alcazaba, Badajoz, 1989).
- Fábula del terco (Ayuntamiento de Valencia, 1996 y Editorial Germanía, Alzira, 2001),
- De la otra ribera (Del Oeste Ediciones, Badajoz, 2004).
- Sentido y melancolía (Barcelona-Santiago de Chile, RIL Editores, 2020)

NOVELA
- El lugar de la cita  (Barcelona-Santiago de Chile, RIL Editores, 2019)

## Premios
- 1978. Premio Residencia (Cáceres)
- 1978. Premio Ruta de la Plata (Cáceres)
- 1986. Finalista de los premios Ámbito Literario (Barcelona) y Juan Manuel Rozas (Cáceres) con el libro El instante en la orilla.
- 1995. Premio de poesía Ciudad de Valencia Vicente Gaos con el libro Fábula del terco.
- 2020. Premio Dulce Chacón de narrativa española por su novela El lugar de la cita.